# Tomás Ó Fiaich
Tomás Ó Fiaich (Crossmaglen, 3 november 1923 - Toulouse 8 mei 1990) was een Iers aartsbisschop en kardinaal van de Rooms-Katholieke Kerk. 

## Jeugd en opleiding
Zijn vader was onderwijzer aan de lagere school, die Ó Fiaich zelf ook volgde. Hij vervolgde zijn studies aan het kleinseminarie, St. Patrick's College in Armagh. Het grootsemenarie volgde hij in Maynooth, waar hij in de oorlogsjaren zijn studie enkele jaren moest onderbreken wegens longprolblemen. Ó Fiaiach werd op 6 juli 1948 priester gewijd. Hij studeerde vervolgens nog aan het University College Dublin, waar hij afstudeerde op de historische studie over het tribale leven in Zuidelijk-Armagh. Hij vervolgde zijn historische studies aan de Katholieke Universiteit Leuven, waar hij cum laude  afstudeerde.

## Priesters, professor, aartsbisschop
Ó Fiaich werd na het afronden van zijn meest historische opleidingen aanvankelijk kapelaan, maar als snel werd hij benoemd aan het grootseminarie van St.Patrick in Maynooth, waar hij niet veel later werd benoemd tot seminarieprofessor. Tussen 1970 en 1977 was hij aanvankelijk vice-rector en later rector van hetzelfde seminarie. Paus Paulus VI benoemde Ó Fiaich op 18 augustus 1977 tot aartsbisschop van Armagh en daarmee tot primaat van geheel Ierland. De pauselijk nuntius in Ierland, aartsbisschop Gaetano Alibrandi, diende hem de bisschopswijding toe. Als wapenspreuk koos hij Fratres in unum (Als broeders eendrachtig, uit psalm 133 (132)).

## Kardinaal
Paus Johannes Paulus II creëerde Ó Fiaich kardinaal (met de titelkerk San Patrizio) tijdens het consistorie van 30 juni 1979. Het was het eerste consistorie van de Poolse paus, die even later als eerste paus in de geschiedenis een bezoek zou afleggen aan Ierland. Tijdens het pontificaat van Ó Fiaich laaiden de tegenstellingen in Noord-Ierland op. Tijdens deze Troubles liet Ó Fiaich zich kennen als een pastoraal en bezorgd aartsbisschop, begaan met het lot van allen die het eiland bewoonden. De kardinaal overleed in een ziekenhuis in Toulouse, waar hij naartoe gebracht was nadat hij in Lourdes, waar hij de jaarlijkse bedevaart van zijn aartsbisdom leidde, een massief hartinfarct kreeg. Zijn lichaam werd bijgezet in de Saint Patrick's Cathedral in Armagh.
- CiNii: DA08840355
- Gemeinsame Normdatei: 115387188
- International Standard Name Identifier: 0000 0000 8076 262X
- Library of Congress Control Number: n86051401
- Nationale en Universitaire bibliotheek Zagreb: 000334345
- Nederlandse Thesaurus van Auteursnamen: 075145472
- Istituto Centrale per il Catalogo Unico: MILV254010
- Système universitaire de documentation: 113594925
- Virtual International Authority File: 8116178